# گورنی تسونوتسی
گورنی تسونوتسی (به لاتین: Gorni Tsonevtsi) یک منطقهٔ مسکونی در بلغارستان است که در تریاونا واقع شده‌است.